# Thomas Vikström
Sven Erik Herman Thomas Vikström (ur. 21 stycznia 1969) – szwedzki wokalista, muzyk i kompozytor, multiinstrumentalista związany ze sceną muzyki rockowej i heavymetalowej, a także śpiewak operowy oraz aktor musicalowy. Thomas Vikström znany jest, prawdopodobnie, przede wszystkim z występów w doom metalowym zespole Candlemass, którego był członkiem w latach 1991-1994. W 1993 roku ukazał się jedyny, utrzymany w stylistyce soft rocka album solowy wokalisty zatytułowany If I Could Fly. W latach późniejszych współpracował m.in. z zespołami Afterglow, Silent Memorial, Brazen Abbot i Stormwind. W 2007 roku jako muzyk koncertowy dołączył do zespołu Therion, w którym zastąpił Matsa Levéna. W 2009 roku został oficjalnym członkiem tejże formacji. 
Jest synem śpiewaka operowego Svena-Erika Vikströma (1927-2002). Jego córka Linnéa Vikström (ur. 1992) również jest wokalistką. Od 2011 roku występuje wraz z ojcem w zespole Therion.

## Wybrana dyskografia
| - Candlemass - Chapter VI (1992) - Candlemass - Sjunger Sigge Fürst (1993) - Thomas Vikström - If I Could Fly (1993) - Candlemass - The Best of Candlemass: As It Is, as It Was (1994) - Lion's Share - Lion's Share (1994, gościnnie) - Hypocrite - Edge of Existence (1996, gościnnie) - Lion's Share - Two (1996, gościnnie) - Dark Illusion - For Just Another Night (2003, gościnnie) - Candlemass - The Curse of Candlemass: Live in Stockholm 2003 (2005) - Audiovision - The Calling (2005, gościnnie) - Distorted - Voices from Within (2008, gościnnie) |  | - Etherna - Now or Never (2008, gościnnie) - Crash the System - The Crowning (2009, gościnnie) - Steel Seal - Redemption Denied (2010, gościnnie) - Therion - Sitra Ahra (2010) - Therion - Les Fleurs du Mal (2012) - AfterDreams - WildFire (2012, gościnnie) - Diabulus in Musica - Argia (2014, gościnnie) - Therion - Adulruna Rediviva and Beyond (2014) - Therion - Garden of Evil (2015) - Lachrymose - Carpe Noctum (2015, gościnnie) - Therion - Les épaves (2016) |

## Musicale
- Rock of Ages (2013, Chinateatern, Sztokholm, reżyseria: Anders Albien)[14][15][16]